# Гродзиськ-Мазовецький (гміна)
Гміна Гродзиськ-Мазовецький (пол. Gmina Grodzisk Mazowiecki) — місько-сільська гміна у центральній Польщі. Належить до Гродзиського повіту Мазовецького воєводства.
Станом на 31 грудня 2011 у гміні проживало 42736 осіб.

## Площа
Згідно з даними за 2007 рік площа гміни становила 107.03 км², у тому числі:
- орні землі: 84.00 %
- ліси: 7.00 %

Таким чином, площа гміни становить 29.17 % площі повіту.

## Населення
Станом на 31 грудня 2011:
| Опис     | Загалом | Загалом | Чоловіки | Чоловіки | Жінки | Жінки |
| -------- | ------- | ------- | -------- | -------- | ----- | ----- |
| одиниця  | осіб    | %       | осіб     | %        | осіб  | %     |
| все      | 42736   | 100     | 20217    | 47.31    | 22519 | 52.69 |
| міське   | 29583   | 100     | 13802    | 46.66    | 15781 | 53.34 |
| сільське | 13153   | 100     | 6415     | 48.77    | 6738  | 51.23 |

## Сусідні гміни
Гміна Гродзиськ-Мазовецький межує з такими гмінами: Баранув, Блоне, Брвінув, Жаб'я Воля, Мілянувек, Надажин, Радзейовіце, Якторув.